# Технологическая эволюция
Технологическая эволюция — это теория радикальной трансформации общества через технологическое развитие. Эта теория возникла у чешского философа Радована Рихта.

## Теория технологической эволюции
В книге «Человечество в переходном периоде» («Mankind in Transition»), представлен взгляд на глубокое прошлое, настоящее и далекое будущее. Термин Технология (которую Рихта определяет как «материальную сущность, созданную приложением умственных и физических усилий для достижения ценностей»), развилась в три этапа: 1) инструменты (традиционно, орудия труда), 2) машины, 3)автоматизация. Эта эволюция, по его словам, следует двум тенденциям:

### Развитие
Дотехнологический период, в котором все другие виды животных остаются сегодня, кроме некоторых видов птиц и приматов — был нерациональным периодом существования первобытного человечества.
Появление технологии, которая стала возможной благодаря развитию мыслительных способностей, открыло путь для первого этапа: инструментального. Инструмент обеспечивает механическое преимущество при выполнении физической работы, например, стрела, плуг или молот, которые увеличивает эффективность для более быстрого достижения цели. Более поздние инструменты хозяйства, такие как плуг и лошадь, увеличили производительность производства пищи примерно в десять раз по сравнению с технологиями охотников-собирателей. Инструменты позволяют делать вещи, которые невозможно выполнить примитивно, например, видеть мелкие детали с помощью микроскопа, манипулировать тяжелыми предметами с помощью шкива и тележки или нести объемы воды в ведре.
Вторым технологическим этапом было создание машины. Машина (механическое устройство) — это инструмент, который заменяет часть или весь элемент физического усилия человека, требуя только управления. Машины получили широкое распространение с промышленной революцией, хотя ветряные мельницы, тоже тип машин, более старше.
Примеры этого этапа включают: автомобили, поезда, компьютеры и электричество. Машины позволяют людям преодолеть ограничения своих тел. Размещение машины на ферме, например трактора, увеличило продуктивность пищи по крайней мере в десять раз по сравнению с технологией плуга и лошади.
Третий и последний этап технологической эволюции — это автоматизация. Автомат — это устройство, которое исключает элемент управления человеком с помощью автоматического алгоритма. Примерами устройств, которые демонстрируют эту характеристику, являются электронные часы, смартфоны, кардиостимуляторы и компьютерные программы.
Крайне важно понимать, что три этапа описывают внедрение основных технологий, и поэтому все три продолжают широко использоваться сегодня. Копьё, плуг, нож, топор, лошадь или оптический микроскоп — всё это примеры инструментов.

### Теоретические последствия
Экономический смысл вышеупомянутой идеи заключается в том, что интеллектуальный труд будет становиться всё более важным по сравнению с физическим трудом. Контракты и соглашения, касающиеся информации, будут всё более распространены на рынке. Расширение и создание новых типов институтов, работающих с информацией, таких как университеты, магазины, компании, занимающиеся торговлей патентами, и т. д., считается признаком того, что цивилизация находится в технологической эволюции.
Это подчеркивает важность дебатов об интеллектуальной собственности в сочетании с децентрализованными системами распределения, такими как современный Интернет. Там, где цена распространения информации приближается к нулю, изобретаются все более эффективные инструменты, в частности для распространения самой информации. С течением времени растёт объем информации, распространяемой среди растущей клиентской базы. С ростом дезинтермедиации на указанных рынках и растущей обеспокоенностью по поводу защиты прав интеллектуальной собственности неясно, какую форму примут информационные рынки с развитием информационной эпохи.